# Io non perdono... uccido
Io non perdono... uccido (Fedra West) è un film italo-spagnolo del 1968 diretto da Joaquín Luis Romero Marchent.

## Trama
Dopo alcuni anni di college negli Stati Uniti, Stuart torna in Messico, dove suo padre Ramon governa la sua tenuta con violenza. Dopo la morte della madre di Stuart, Ramon ha sposato la giovane Wanda che si innamora del ragazzo.